# Regina Swain
Regina Swain (Monterrey, Nuevo León, 9 de abril de 1967 - Boynton Beach, Florida, 1 de septiembre de 2016), fue una escritora mexicana. 
Originaria del estado de Nuevo León, creció en Ensenada, Baja California, para después trasladarse a Tijuana. Estudió Comunicación en la Universidad Iberoamericana, campus Noroeste.
Perteneció a la Generación de la Ruptura: escritores que buscan escapar de las clasificaciones rígidas de géneros literarios y sus convenciones, experimentan la hibridación genérica y el gusto por la fluidez; acuden a la estrategia de la parodia, del pastiche, de lo carnavalesco. Hay en ellos un desentendimiento consciente de los temas fronterizos, de las identidades regionales como imaginarios mayores. Se sitúan más en la problemática individual y su fragmentación frente a la globalización. En su obra se introduce la sensibilidad de la posmodernidad: la desarticulación de los grandes discursos: ley, razón, orden, modernidad, progreso, identidad, democracia, globalización, comunidad, etcétera. Su actitud no es presentar propuestas sino cuestionar las existentes.
Fue funcionaria del Instituto de Cultura de Baja California. Colaboradora de Comala, Cultura Norte, Communicare, El Nacional, Esquina Baja, y Vida Bajacaliforniana. Becaria del FONCA, en poesía, 1993, y del FOECA-Baja California, 1994. Premio Nacional de Cuento Gilberto Owen 1992 por La señorita Superman y otras danzas. Premio Estatal de Radionovela CAEN-INBA 1997 por ¿Dónde quedó el locutor? Premio Estatal de Ensayo Baja California 1998 por Ensayos de juguete.
Falleció el 1 de septiembre de 2016 en Miami, Florida.

## Obras
- La señorita Supermán y otras danzas (cuento, Premio Nacional de Cuento Gilberto Owen 1992, edit. Fondo Editorial Tierra Adentro, 1993)
- La señorita Supermán y otras danzas (Fondo editorial de Baja California, 2001, reedición)
- Nadie, ni siquiera la lluvia (novela, edit. Planeta, 1995)
- Ensayos de Juguete (ensayo, Premio Estatal de Ensayo Baja California 1998, edit. CONACULTA, 1999)

- Datos: Q5552854